# Casicea
Casicea – wieś w Rumunii, w okręgu Konstanca, w gminie Amzacea. W 2011 roku liczyła 411 mieszkańców.